# Liste der Einträge im National Register of Historic Places im Northwest Arctic Borough
Die Liste der Registered Historic Places im Northwest Arctic Borough führt alle Bauwerke und historischen Stätten im Northwest Arctic Borough des US-Bundesstaates Alaska auf, die in das National Register of Historic Places aufgenommen wurden.

## Kiana
- Onion Portage Archeological District

## Kotzebue
- Cape Krusenstern Archeological District National Monument